# Крузейро (футбольный клуб, Порту-Алегри)
«Крузейро» — бразильский футбольный клуб из города Порту-Алегри, штата Риу-Гранди-ду-Сул. В настоящий момент клуб выступает во Втором дивизионе Лиги Гаушу.

## История
Клуб основан 14 июля 1913 года, домашние матчи проводит на стадионе «Арена Крузейро», вмещающем 16000 зрителей. Главным достижением «Крузейро», являются победа в чемпионате штата Риу-Гранди-ду-Сул в 1929 году.

## Достижения
- Чемпион штата Риу-Гранди-ду-Сул (1): 1929

## Известные игроки
- Жувенал
- Марко Бальтазар
- Адриано